# كات كريسيدا
كات كريسيدا (بالإنجليزية: Kathryn Cressida)‏ هي ممثلة أمريكية، ولدت في 1 مارس 1968 في لونغ بيتش في الولايات المتحدة.

## وصلات خارجية
- الموقع الرسمي
- كات كريسيدا على موقع IMDb (الإنجليزية)
- كات كريسيدا على موقع قاعدة بيانات الفيلم (الإنجليزية)
- كات كريسيدا على موقع ANN person (الإنجليزية)